# ذى البرحة (الشعر)

تعديل مصدري - تعديل

ذى البرحة هي إحدى قرى عزلة بيت الصائدي بمديرية الشعر التابعة لمحافظة إب، بلغ تعداد سكانها 803 نسمة حسب تعداد اليمن لعام 2004.